# Province de Rennell et Bellona
La province de Rennell et Bellona est une des provinces des Salomon. Elle est constituée par les atolls de Rennell et de Bellona, ainsi que des Récifs indispensables. Sa population était de 3 041 habitants au recensement de 2009. Sa capitale est Tigoa sur Rennell.